# Grenade-sur-l'Adour
Pour les articles homonymes, voir Grenade.
Grenade-sur-l'Adour est une commune du Sud-Ouest de la France, située dans le département des Landes en région Nouvelle-Aquitaine.
Ses habitants sont appelés les Grenadois.

## Géographie

### Localisation
La commune est située au bord de l'Adour et de la route nationale 124, entre Aire-sur-l'Adour et Mont-de-Marsan.
Elle s'étend sur près de 2 000 hectares. Elle doit son paysage de barthes au passage de l'Adour qui matérialise la limite sud de son territoire.

### Communes limitrophes
Les communes limitrophes sont Bascons, Bordères-et-Lamensans, Castandet, Larrivière-Saint-Savin, Maurrin et Saint-Maurice-sur-Adour.
|                         | Bascons                | Maurrin               |
| Saint-Maurice-sur-Adour | Grenade-sur-l'Adour    | Castandet             |
|                         | Larrivière-Saint-Savin | Bordères-et-Lamensans |

### Climat
Le climat qui caractérise la commune est qualifié, en 2010, de « climat océanique altéré », selon la typologie des climats de la France qui compte alors huit grands types de climats en métropole. En 2020, la commune ressort du même type de climat dans la classification établie par Météo-France, qui ne compte désormais, en première approche, que cinq grands types de climats en métropole. Il s’agit d’une zone de transition entre le climat océanique et les climats de montagne et le climat semi-continental. Les écarts de température entre hiver et été augmentent avec l'éloignement de la mer. La pluviométrie est plus faible qu'en bord de mer, sauf aux abords des reliefs.
Les paramètres climatiques qui ont permis d’établir la typologie de 2010 comportent six variables pour les températures et huit pour les précipitations, dont les valeurs correspondent à la normale 1971-2000. Les sept principales variables caractérisant la commune sont présentées dans l'encadré ci-après.
| Paramètres climatiques communaux sur la période 1971-2000 - Moyenne annuelle de température : 13,2 °C - Nombre de jours avec une température inférieure à −5 °C : 2 j - Nombre de jours avec une température supérieure à 30 °C : 8 j - Amplitude thermique annuelle : 14,6 °C - Cumuls annuels de précipitation : 1 024 mm - Nombre de jours de précipitation en janvier : 11,4 j - Nombre de jours de précipitation en juillet : 7,4 j |

Avec le changement climatique, ces variables ont évolué. Une étude réalisée en 2014 par la direction générale de l'Énergie et du Climat complétée par des études régionales prévoit en effet que la  température moyenne devrait croître et la pluviométrie moyenne baisser, avec toutefois de fortes variations régionales. La station météorologique de Météo-France installée sur la commune et mise en service en 1990 permet de connaître l'évolution des indicateurs météorologiques. Le tableau détaillé pour la période 1981-2010 est présenté ci-après.
| Mois                                  | jan.            | fév.           | mars          | avril         | mai         | juin          | jui.           | août          | sep.          | oct.            | nov.          | déc.         | année     |
| ------------------------------------- | --------------- | -------------- | ------------- | ------------- | ----------- | ------------- | -------------- | ------------- | ------------- | --------------- | ------------- | ------------ | --------- |
| Température minimale moyenne (°C)     | 1,9             | 2,4            | 4,4           | 6,5           | 10,7        | 13,7          | 15,2           | 15,2          | 11,9          | 9,3             | 5,1           | 2,5          | 8,3       |
| Température moyenne (°C)              | 6,5             | 7,6            | 10,6          | 12,4          | 16,7        | 19,7          | 21,5           | 21,7          | 18,4          | 14,9            | 9,7           | 6,7          | 13,9      |
| Température maximale moyenne (°C)     | 11              | 12,9           | 16,7          | 18,4          | 22,7        | 25,7          | 27,8           | 28,2          | 24,9          | 20,4            | 14,2          | 10,9         | 19,5      |
| Record de froid (°C) date du record   | −9,5 27.01.07   | −10,5 12.02.12 | −9,5 01.03.05 | −4 04.04.1996 | 1 05.05.19  | 4,5 01.06.06  | 7,5 04.07.1990 | 6 30.08.1998  | 2 25.09.02    | −3,5 25.10.03   | −8 17.11.07   | −12 25.12.01 | −12 2001  |
| Record de chaleur (°C) date du record | 21,5 13.01.1993 | 27 27.02.19    | 29 20.03.05   | 33,5 08.04.11 | 35 30.05.01 | 41,5 21.06.03 | 40,5 19.07.16  | 40,5 17.08.12 | 37,5 12.09.16 | 32,5 01.10.1997 | 27,5 06.11.15 | 22 07.12.00  | 41,5 2003 |
| Précipitations (mm)                   | 89,2            | 80,2           | 76,4          | 92,1          | 87,9        | 65            | 56,9           | 70,6          | 73,8          | 90,9            | 106,5         | 94,3         | 983,8     |

## Urbanisme

### Typologie
Au 1er janvier 2024, Grenade-sur-l'Adour est catégorisée bourg rural, selon la nouvelle grille communale de densité à sept niveaux définie par l'Insee en 2022.
Elle appartient à l'unité urbaine de Grenade-sur-l'Adour, une agglomération intra-départementale regroupant deux  communes, dont elle est ville-centre,,. Par ailleurs la commune fait partie de l'aire d'attraction de Mont-de-Marsan, dont elle est une commune de la couronne,. Cette aire, qui regroupe 101 communes, est catégorisée dans les aires de 50 000 à moins de 200 000 habitants,.

### Occupation des sols

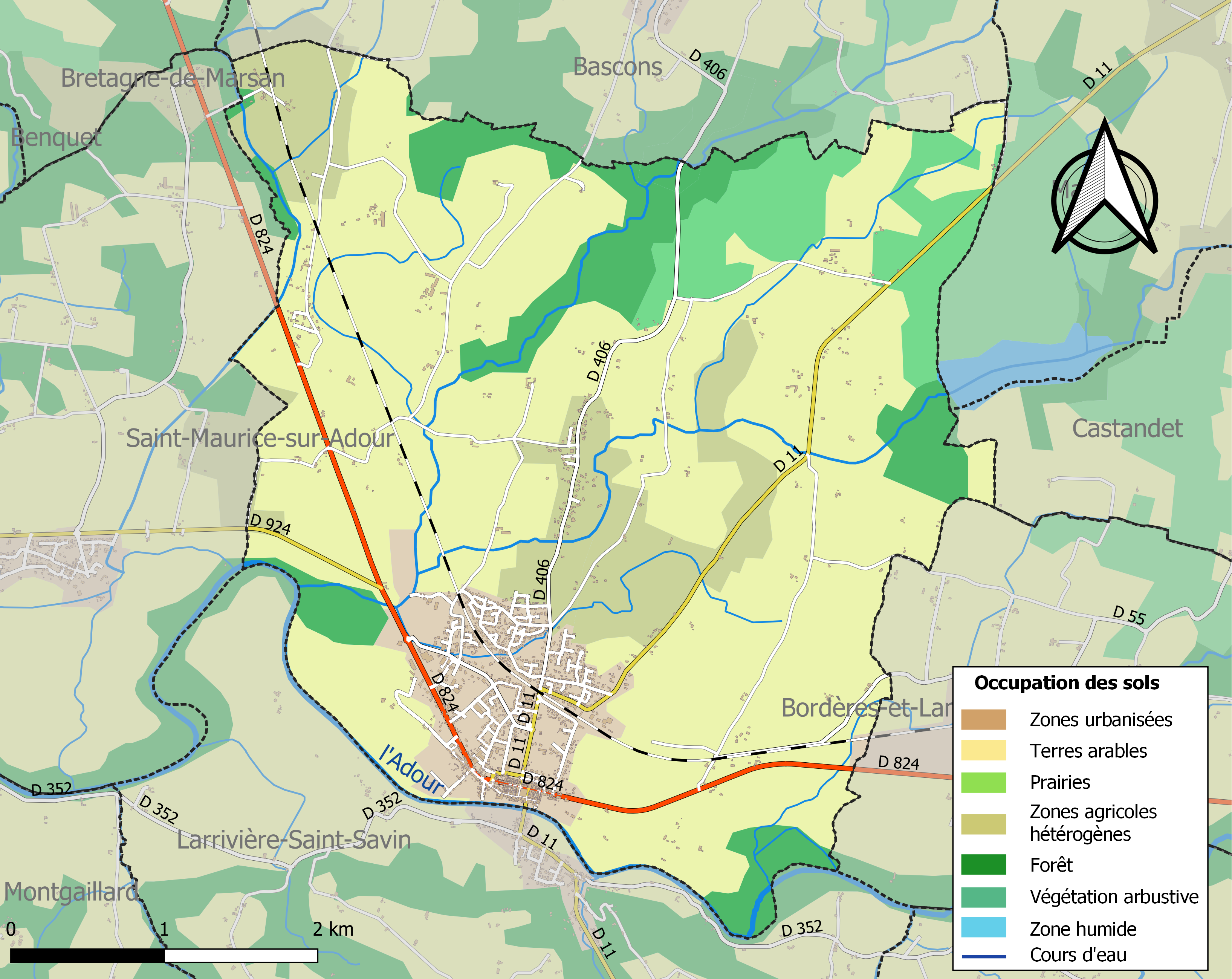
Carte des infrastructures et de l'occupation des sols de la commune en 2018 (CLC).

L'occupation des sols de la commune, telle qu'elle ressort de la base de données européenne d’occupation biophysique des sols Corine Land Cover (CLC), est marquée par l'importance des territoires agricoles (74,7 % en 2018), en diminution par rapport à 1990 (77,5 %). La répartition détaillée en 2018 est la suivante : 
terres arables (63 %), zones agricoles hétérogènes (11,7 %), forêts (10 %), zones urbanisées (8,3 %), milieux à végétation arbustive et/ou herbacée (6,9 %), zones industrielles ou commerciales et réseaux de communication (0,1 %). L'évolution de l’occupation des sols de la commune et de ses infrastructures peut être observée sur les différentes représentations cartographiques du territoire : la carte de Cassini (XVIIIe siècle), la carte d'état-major (1820-1866) et les cartes ou photos aériennes de l'IGN pour la période actuelle (1950 à aujourd'hui).

### Voie de communication et transports

#### Voies
| 124 odonymes recensés à Grenade-sur-l'Adour au 5 janvier 2014 | 124 odonymes recensés à Grenade-sur-l'Adour au 5 janvier 2014 | 124 odonymes recensés à Grenade-sur-l'Adour au 5 janvier 2014 | 124 odonymes recensés à Grenade-sur-l'Adour au 5 janvier 2014 | 124 odonymes recensés à Grenade-sur-l'Adour au 5 janvier 2014 | 124 odonymes recensés à Grenade-sur-l'Adour au 5 janvier 2014 | 124 odonymes recensés à Grenade-sur-l'Adour au 5 janvier 2014 | 124 odonymes recensés à Grenade-sur-l'Adour au 5 janvier 2014 | 124 odonymes recensés à Grenade-sur-l'Adour au 5 janvier 2014 | 124 odonymes recensés à Grenade-sur-l'Adour au 5 janvier 2014 | 124 odonymes recensés à Grenade-sur-l'Adour au 5 janvier 2014 | 124 odonymes recensés à Grenade-sur-l'Adour au 5 janvier 2014 | 124 odonymes recensés à Grenade-sur-l'Adour au 5 janvier 2014 | 124 odonymes recensés à Grenade-sur-l'Adour au 5 janvier 2014 | 124 odonymes recensés à Grenade-sur-l'Adour au 5 janvier 2014 | 124 odonymes recensés à Grenade-sur-l'Adour au 5 janvier 2014 |
| Allée                                                         | Avenue                                                        | Bld                                                           | Chemin                                                        | Cours                                                         | Impasse                                                       | Passage                                                       | Place                                                         | Quai                                                          | Rd-point                                                      | Route                                                         | Rue                                                           | Square                                                        | Villa                                                         | Autres                                                        | Total                                                         |
| ------------------------------------------------------------- | ------------------------------------------------------------- | ------------------------------------------------------------- | ------------------------------------------------------------- | ------------------------------------------------------------- | ------------------------------------------------------------- | ------------------------------------------------------------- | ------------------------------------------------------------- | ------------------------------------------------------------- | ------------------------------------------------------------- | ------------------------------------------------------------- | ------------------------------------------------------------- | ------------------------------------------------------------- | ------------------------------------------------------------- | ------------------------------------------------------------- | ------------------------------------------------------------- |
| 3                                                             | 8                                                             | 0                                                             | 33                                                            | 0                                                             | 12                                                            | 0                                                             | 5                                                             | 0                                                             | 0                                                             | 4                                                             | 58                                                            | 0                                                             | 0                                                             | 1                                                             | 124                                                           |
| Notes « N »                                                   | Notes « N »                                                   | 1. 2. 3. 4. 5.                                                | 1. 2. 3. 4. 5.                                                | 1. 2. 3. 4. 5.                                                | 1. 2. 3. 4. 5.                                                | 1. 2. 3. 4. 5.                                                | 1. 2. 3. 4. 5.                                                | 1. 2. 3. 4. 5.                                                | 1. 2. 3. 4. 5.                                                | 1. 2. 3. 4. 5.                                                | 1. 2. 3. 4. 5.                                                | 1. 2. 3. 4. 5.                                                | 1. 2. 3. 4. 5.                                                | 1. 2. 3. 4. 5.                                                | 1. 2. 3. 4. 5.                                                |
| Sources : rue-ville.info & OpenStreetMap                      |                                                               |                                                               |                                                               |                                                               |                                                               |                                                               |                                                               |                                                               |                                                               |                                                               |                                                               |                                                               |                                                               |                                                               |                                                               |

### Risques majeurs
Le territoire de la commune de Grenade-sur-l'Adour est vulnérable à différents aléas naturels : météorologiques (tempête, orage, neige, grand froid, canicule ou sécheresse), inondations, feux de forêts, mouvements de terrains et séisme (sismicité faible). Il est également exposé à un risque technologique, le transport de matières dangereuses. Un site publié par le BRGM permet d'évaluer simplement et rapidement les risques d'un bien localisé soit par son adresse soit par le numéro de sa parcelle.

#### Risques naturels
Certaines parties du territoire communal sont susceptibles d’être affectées par le risque d’inondation par débordement de cours d'eau, notamment l'Adour. La commune a été reconnue en état de catastrophe naturelle au titre des dommages causés par les inondations et coulées de boue survenues en 1989, 1991, 1999, 2009 et 2014,.
Grenade-sur-l'Adour est exposée au risque de feu de forêt. Depuis le 20 avril 2016, les départements de la Gironde, des Landes et de Lot-et-Garonne disposent d’un règlement interdépartemental de protection de la forêt contre les incendies. Ce règlement vise à mieux prévenir les incendies de forêt, à faciliter les interventions des services et à limiter les conséquences, que ce soit par le débroussaillement, la limitation de l’apport du feu ou la réglementation des activités en forêt. Il définit en particulier cinq niveaux de vigilance croissants auxquels sont associés différentes mesures,.
Les mouvements de terrains susceptibles de se produire sur la commune sont des tassements différentiels.

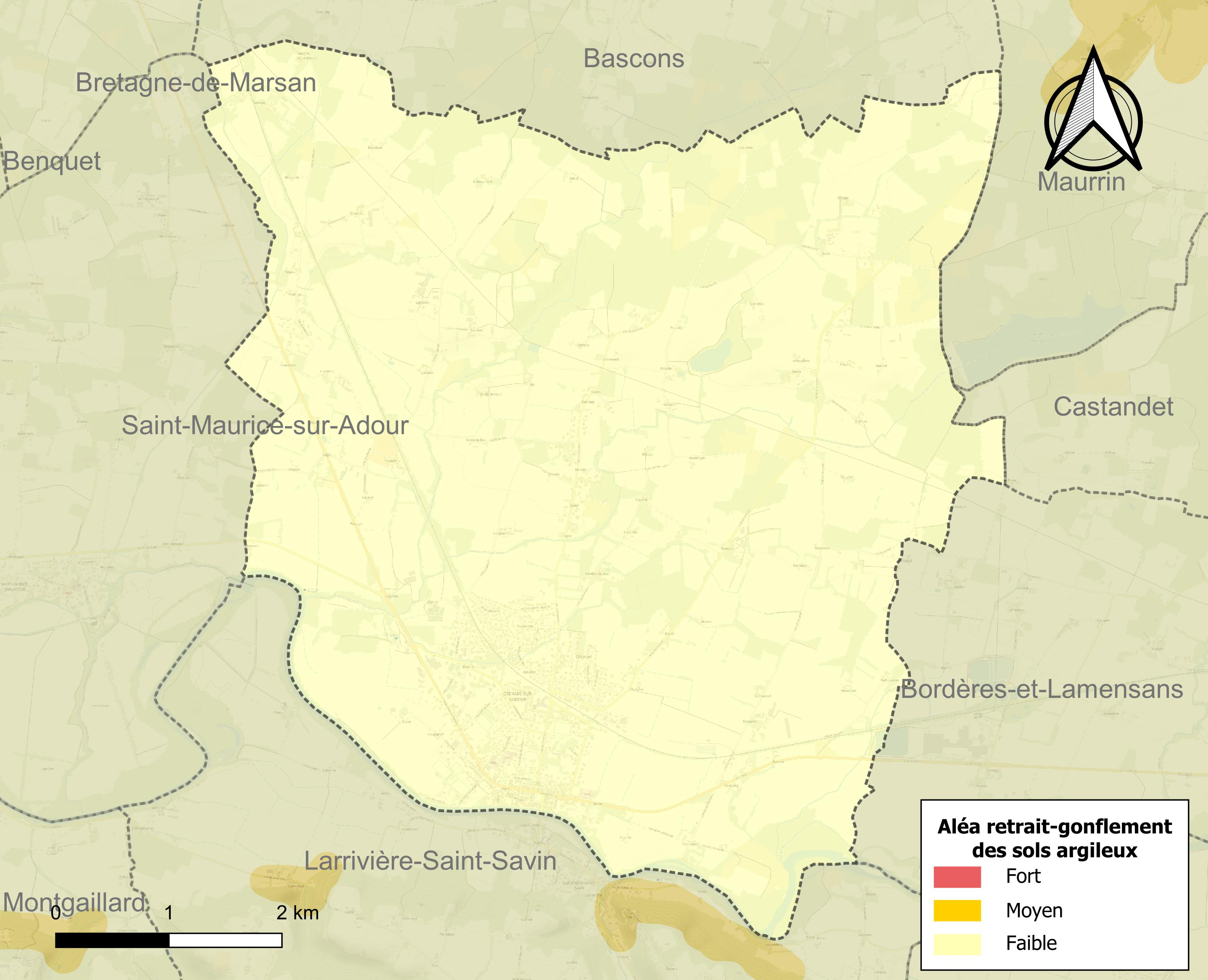
Carte des zones d'aléa retrait-gonflement des sols argileux de Grenade-sur-l'Adour.

Le retrait-gonflement des sols argileux est susceptible d'engendrer des dommages importants aux bâtiments en cas d’alternance de périodes de sécheresse et de pluie. Aucune partie du territoire de la commune n'est en aléa moyen ou fort (19,2 % au niveau départemental et 48,5 % au niveau national). Sur les 1 076 bâtiments dénombrés sur la commune en 2019, aucun n'est en aléa moyen ou fort, à comparer aux 17 % au niveau départemental et 54 % au niveau national. Une cartographie de l'exposition du territoire national au retrait gonflement des sols argileux est disponible sur le site du BRGM,.
Concernant les mouvements de terrains, la commune a été reconnue en état de catastrophe naturelle au titre des dommages causés par la sécheresse en 1989 et 1991 et par des mouvements de terrain en 1999.

#### Risques technologiques
Le risque de transport de matières dangereuses sur la commune est lié à sa traversée par une ou des infrastructures routières ou ferroviaires importantes ou la présence d'une canalisation de transport d'hydrocarbures. Un accident se produisant sur de telles infrastructures est susceptible d’avoir des effets graves sur les biens, les personnes ou l'environnement, selon la nature du matériau transporté. Des dispositions d’urbanisme peuvent être préconisées en conséquence.

## Toponymie
Le nom de Grenade, dérivé de « Terra granata », évoquerait une terre propice aux céréales. Il est inspiré de celui de Grenade en Espagne, ville riche qui devait être perçue comme un Eldorado. Au moment de la fondation de la bastide des Landes en 1322, ce nom avait déjà été utilisé pour celle de Grenade, en Haute-Garonne, en 1290. En 1962 est ajouté officiellement l'extension « sur-l'Adour », du nom du fleuve bordant la cité, pour la différencier des villes homonymes.

## Histoire
L'Histoire de Grenade débute au cours du Moyen Âge tardif. Sa fondation s'inscrit dans un mouvement de création de bastides dans la vicomté de Marsan entre le XIIIe siècle (Saint-Gein, vers 1284) et le XIVe siècle (Cazères en 1314, Hontanx en 1331).

### XIVesiècle
Grenade est une bastide fondée le 2 mai 1322 par paréage entre la comtesse Jeanne d'Artois, nièce du roi Louis IX (Saint Louis), et Jean de Chanauld, commandeur de l'hôpital de Saint-Antoine de Goloni, à Bats. Jeanne d'Artois est également la veuve du comte Gaston Ier de Foix-Béarn et la tutrice de son fils, Gaston II de Foix-Béarn, vicomte de Marsan. La ville nouvellement fondée a la particularité d'être défendue par un fleuve, un mur d'enceinte et un fossé, qui ont laissé les noms de rue « des remparts », des « anciens fossés », du « chemin de ronde », ayant conservé maisons à colombage et pontets.
Rue des remparts

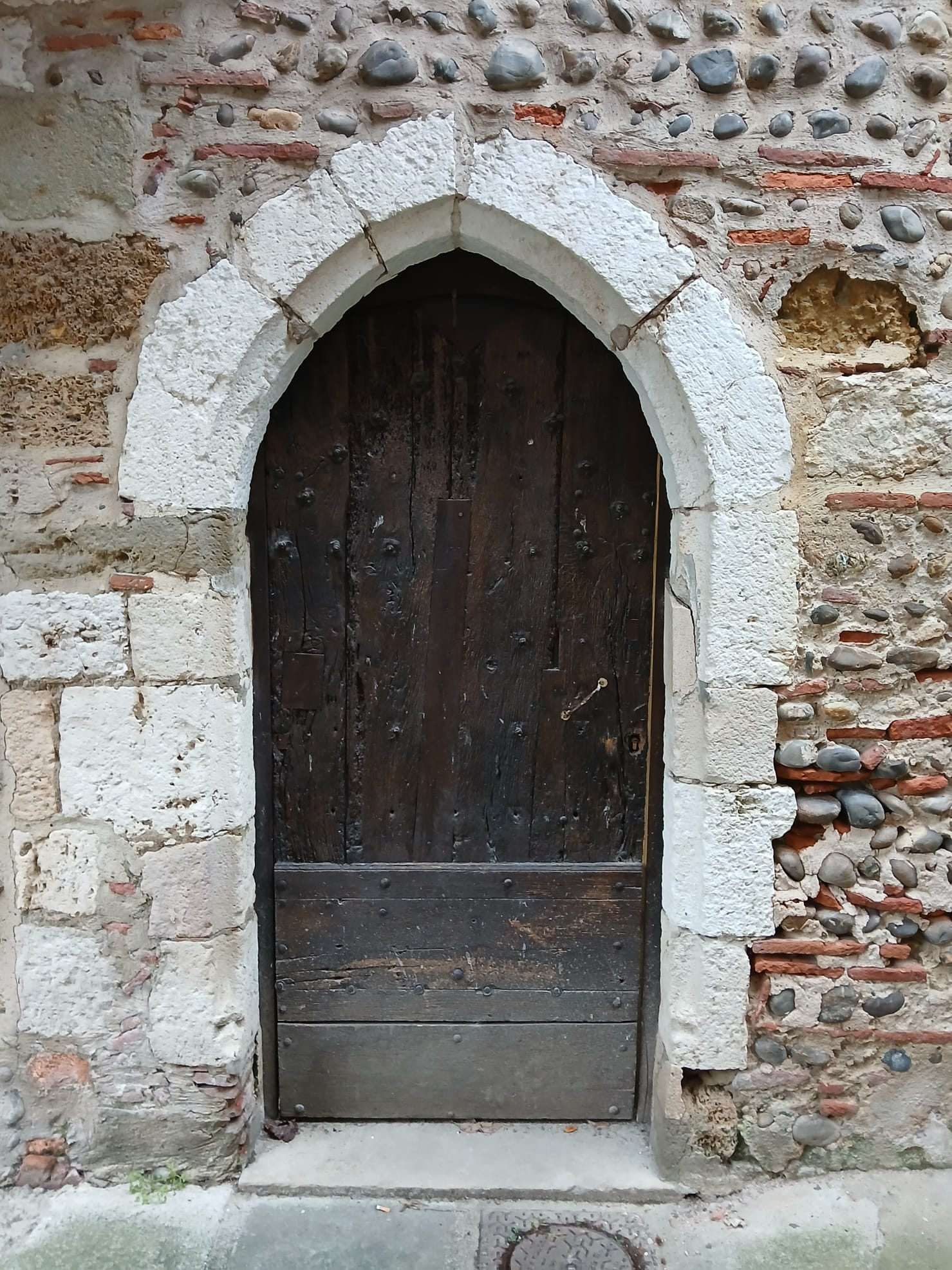
Porte en ogive datant de la fin de Moyen-Age dans la rue des Remparts.
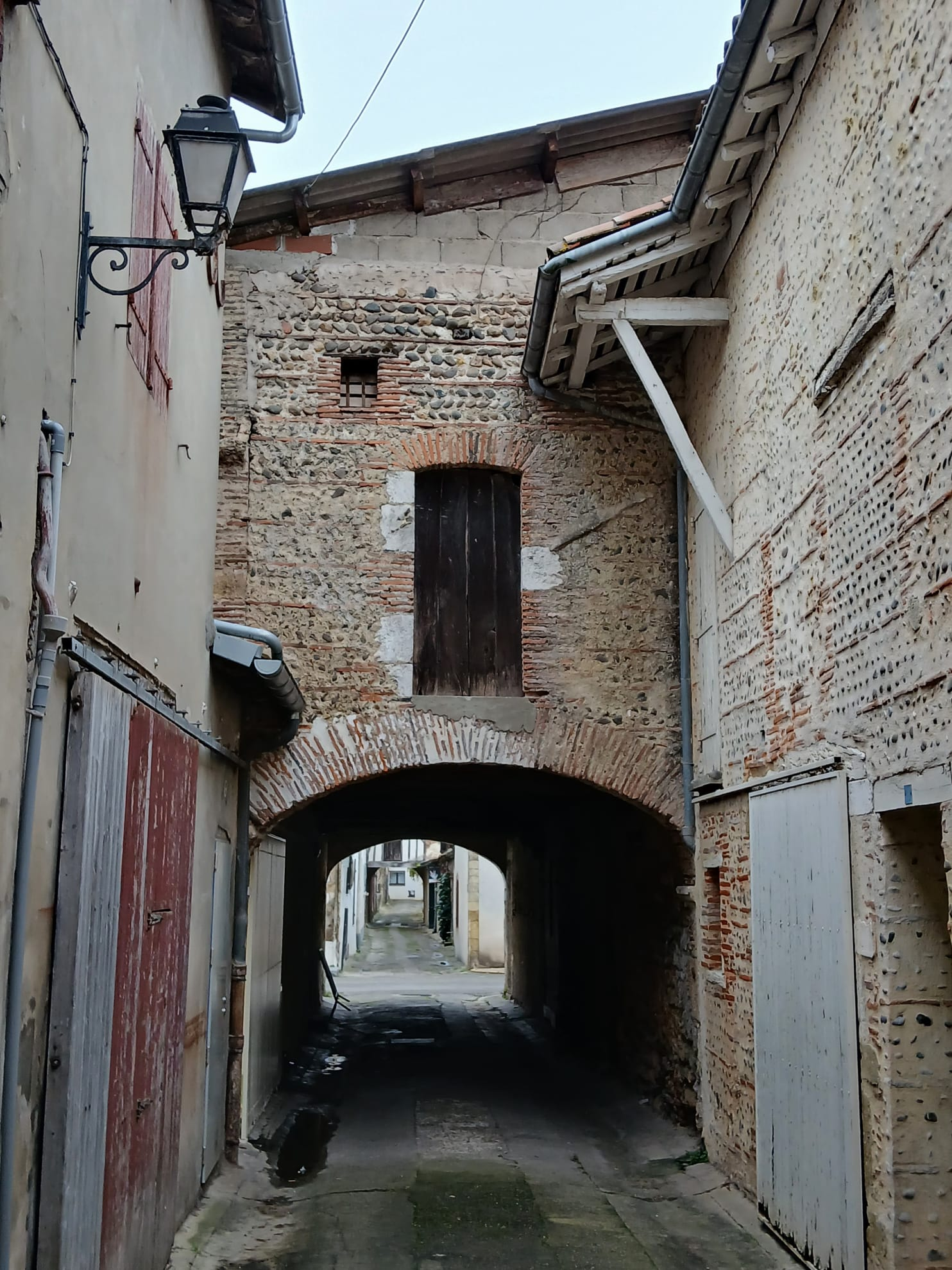
Pontets (ou pountets) passant au-dessus de la rue des Remparts.
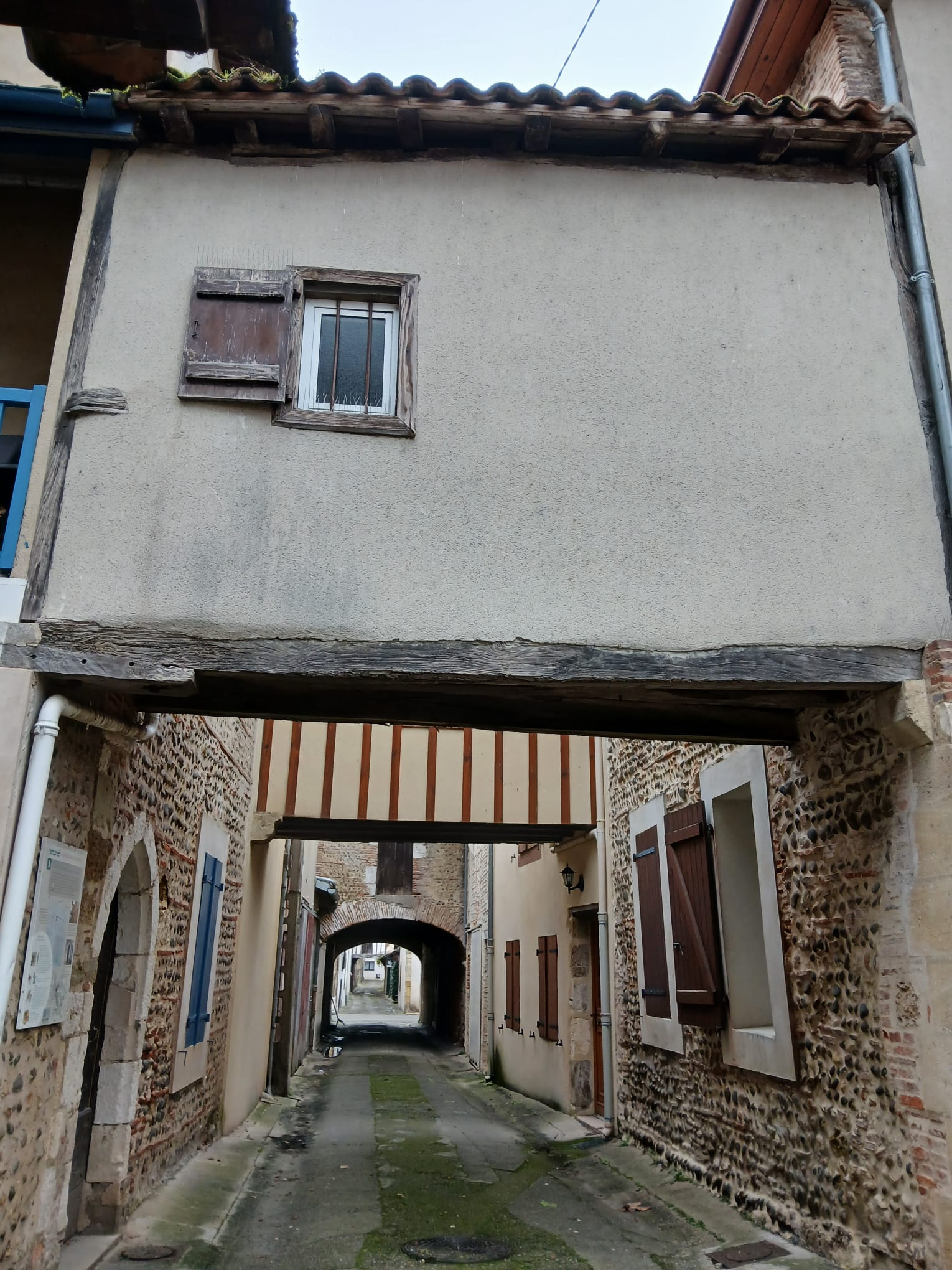
Rue des Remparts, vue d'ensemble.

Rue du chemin de ronde

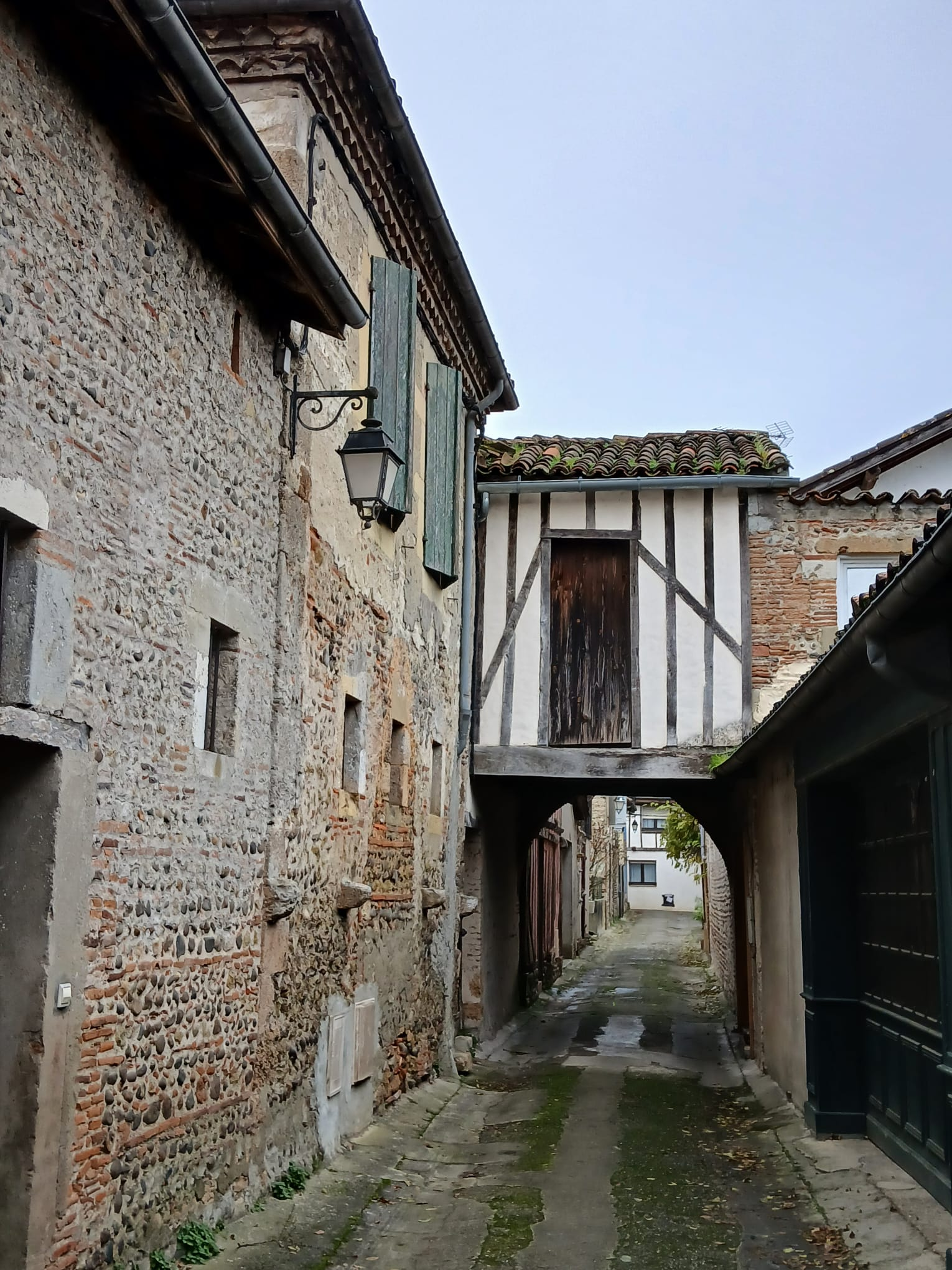
Rue du chemin de Ronde, pontet à colombage.
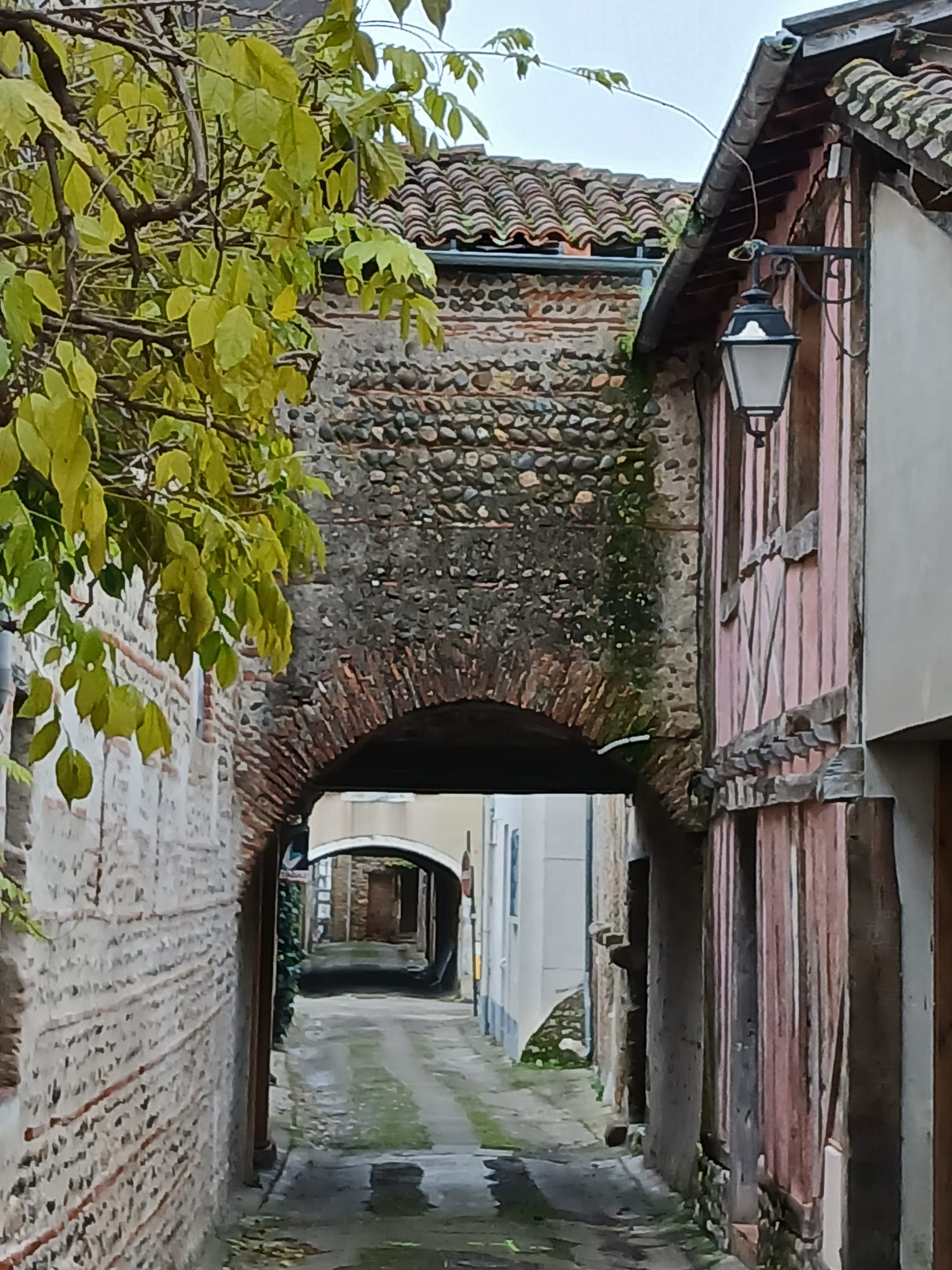
Le mur du pontet est construit, comme la plupart des maisons de la ville ancienne, avec des matériaux tels que les galets de l'Adour et des briques dans un mortier de chaux.

La surface intra muros est un rectangle de 230 x 140 m, la place centrale des Tilleuls mesure 75 x 70 m  (5 250 m2), faisant d'elle l'une des plus importantes des bastides landaises. Elle reste bordée jusqu'au XIXe siècle de couverts sur ses quatre côtés, qui constituaient des portions de rues à part entière. Toutes les routes menant à Grenade se rejoignaient sur cette place. Elle accueille alors foires et les marchés, consacrant sa vocation commerciale en lien avec le transport fluvial de céréales via ses installations portuaires sur l'Adour avec le port de Dax et le port de Bayonne en aval.

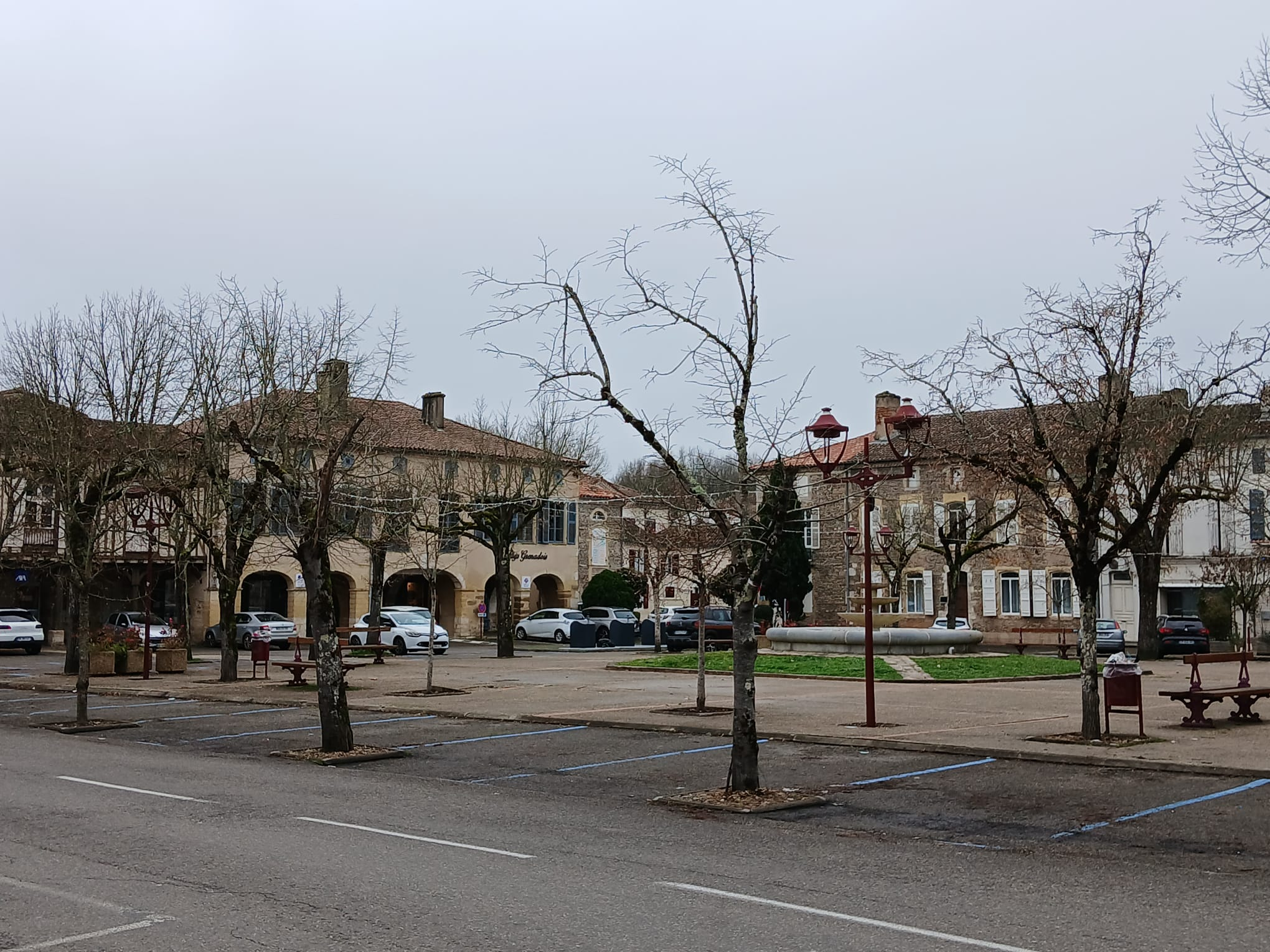
Place des Tilleuls, espace public central de la bastide de Grenade.
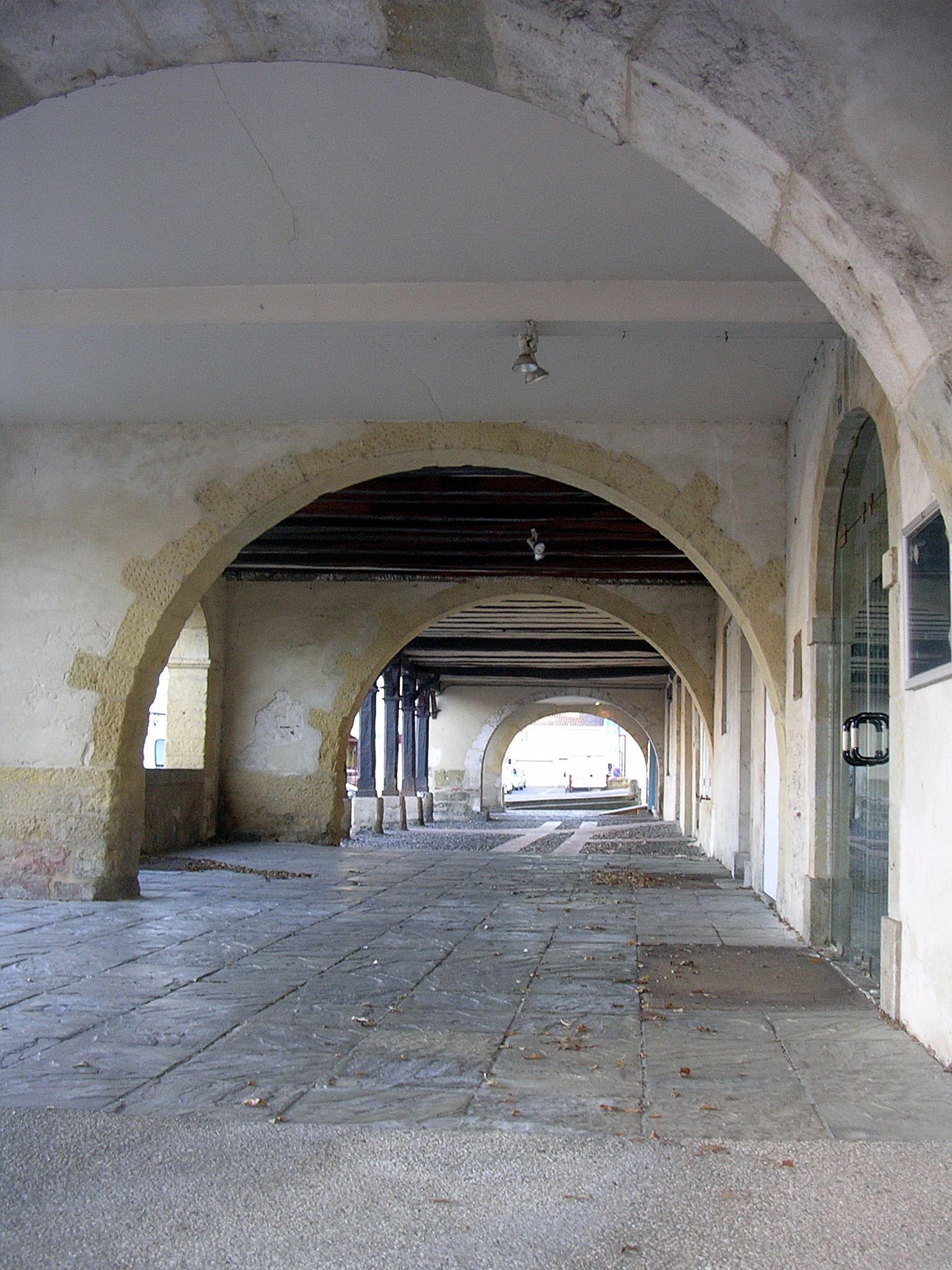
Couverts (arcades) de la bastide, présents sur deux côtés de la place centrale.
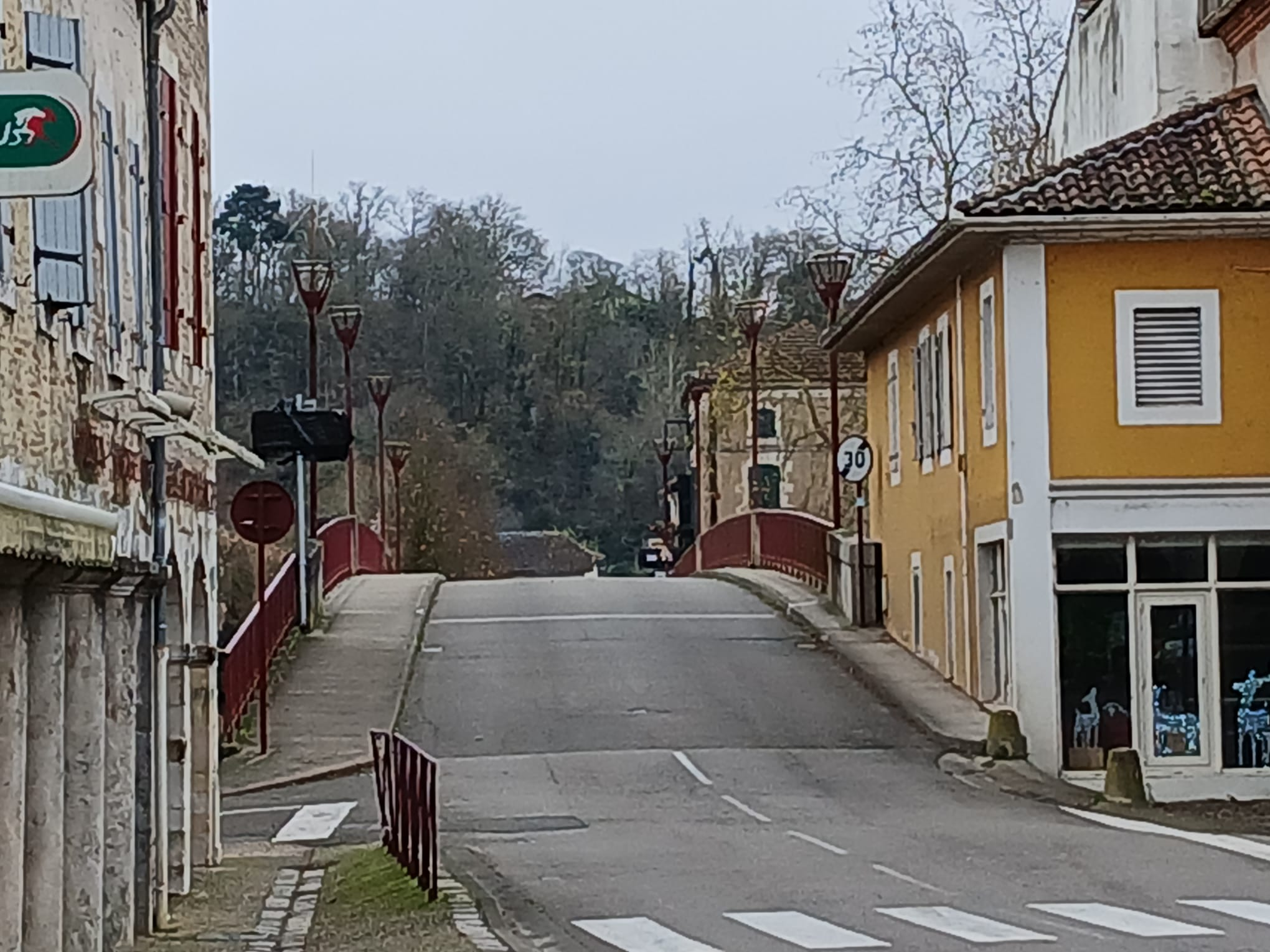
Pont franchissant l'Adour au débouché de la place centrale en direction du sud.

La bastide de Grenade se dote dès sa fondation d'une charte de franchises, accordant à ses habitants des droits et des libertés, bien avant la Révolution française, parmi lesquelles figurent les cas suivants :
- liberté d'exister : « Que ledit vicomte, le commandeur ou leur bayle ne puisse arrêter nul habitant de ladite ville et ses appartenances par force ; ils ne saisiront point ses biens s'il peut donner caution d'être à son droit, à mois que ce ne soit pour meurtre, homicide, plaie mortelle... »
- pêche, chasse et droits d'usage : « Tous les voisins, habitants et peuplants de ladite ville et ses dépendances pourront chasser, pêcher et prendre les bêtes sauvages, les oiseaux et les poissons, faire des étangs, des clapiers, des pigeonniers et des moulins (...) et cela francs et quittes de payer quoi que ce soit quand il s'agirait même des sangliers, des cerfs et des ours ».
- droits de propriété et de succession : « Que tous les voisins et habitants de ladite bastide de Grenade, ses appartenances et district, tel qu'il est maintenant et dorénavant sera, aient la liberté de donner, vendre et aliéner tous leurs biens meubles et immeubles en faveur de qui bon leur plaira, tandis que les immeubles ne pourront être vendus, aliénés, donnés, transférés, ni cédés en gage soit à l'Église, soit à des personnes religieuses, soit à des caviers[Note 7] ou à des souverains ».
- droits de mariage : « Que les habitants de ladite ville et ses appartenances aient la liberté de marier leurs fils et leurs filles à qui bon leur semblera, et de les faire promouvoir aux ordres sacrés de l'Église ».
- urbanisation : « Qu'il y ait, aux trois grosses portes de la ville, deux journeaux (2 x 6 957 m2) de terre vacants (padouens) ».
- boucherie et charité : « Les bouchers qui vendront des viandes en ladite bastide les débiteront bonnes et saines. Si elles ne sont ni bonnes, ni saines, elles seront distribuées aux pauvres par le bayle et les conseillers susdits, et le prix en sera restitué aux acheteurs ».
- marché : « Il y aura un marché dans ladite ville les lundis de 15 en 15 (par quinzaines) »
- la foire : « Il y aura en ladite ville une foire annuelle, en la fête des apôtres saint Pierre et saint Paul, du mois de juin (le 29 juin). Cette foire commencera huit jours avant l'octave et durera jours jours après l'octave de ladite fête (en tout, 3 x 8 jours). Chacun pourra y venir sauf et conduit, sans qu'on puisse attenter à sa personne ou à ses effets et s'en saisir, à moins de mort, de laie ou de quelque autre cas criminel comme en icelle ».
- élections : « dans cette ville, il sera institué quatre consuls le lendemain de Noël, sinon les anciens consuls continueront leur exercice jusqu'à ce que les consuls précédents en aient créé quatre autres nouveaux et qu'ils aient été institués par lesdits seigneurs ou leur bayle ».
- adultère - contrôle des mœurs : « Quiconque sera surpris en adultère sera promené dans la ville ainsi que cela se pratique dans les autres villes de la vicomté de Marsan. Il paiera auxdits seigneurs cinquante sous morlans. Sera sujet à la même amende celui qui sera surpris en adultère, soit qu'il ait été trouvé en adultère avec quelqu'une nue et nu lui même, ou ses braigues baissées, avec une personne habillée, par le bayle ou par quelque officier desdits seigneurs, en présence de deux consuls et autre homme de ladite ville, de deux personnes ou plus qui soient jugées dignes de foi ».
- hygiène : « Ceux qui jetteront dans la ville des choses puantes ou nuisibles seront punis par le bayle et par les consuls ».
- vol de nuit : « Celui qui volera de nuit sera puni et s'il vole de jour, il sera condamné à 12 sous morlans et en outre, il sera justicié (marqué au fer), à moins qu'il n'ait déjà été mis au pilori. S'il a volé plus de dix sous morlans, il paiera en outre la valeur de douze deniers morlans, supposant qu'il n'ait pas déjà été justicié (marqué au fer). si au contraire, il avait eu les oreilles coupées et qu'il ait déjà été justicié, il sera pendu. Si cependant, il était âgé de moins de douze ans, il sera seulement puni selon la sentence des seigneurs et des jurats de ladite ville ».
- droits de la femme : « Nul mari ne pourra engager les hardes et manteaux de sa femme. En cas de contravention, le seigneur les fera rendre quittes »[24].

La première mention d'un curé de Grenade date de 1340, elle concerne Nicolas de Fabrica. Le premier pont en bois sur l'Adour est érigé en en bois 1358 à l'angle sud est de la place. Il est régulièrement détruit par les guerres et les crues avant d'être rebâti.

### XVesiècle
Le roi Charles VII de France fait étape à Grenade en 1422 lors d'une campagne contre le roi d'Angleterre pendant la guerre de Cent Ans. L'actuelle église Saint-Pierre-et-Saint-Paul date de la deuxième moitié du XVe siècle.

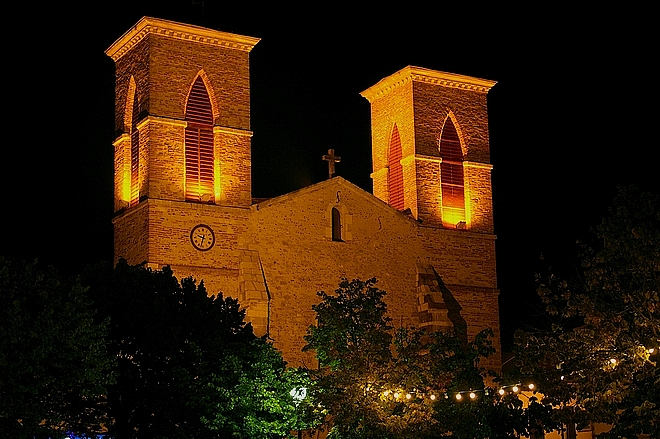
Église de Grenade-sur-Adour de nuit.
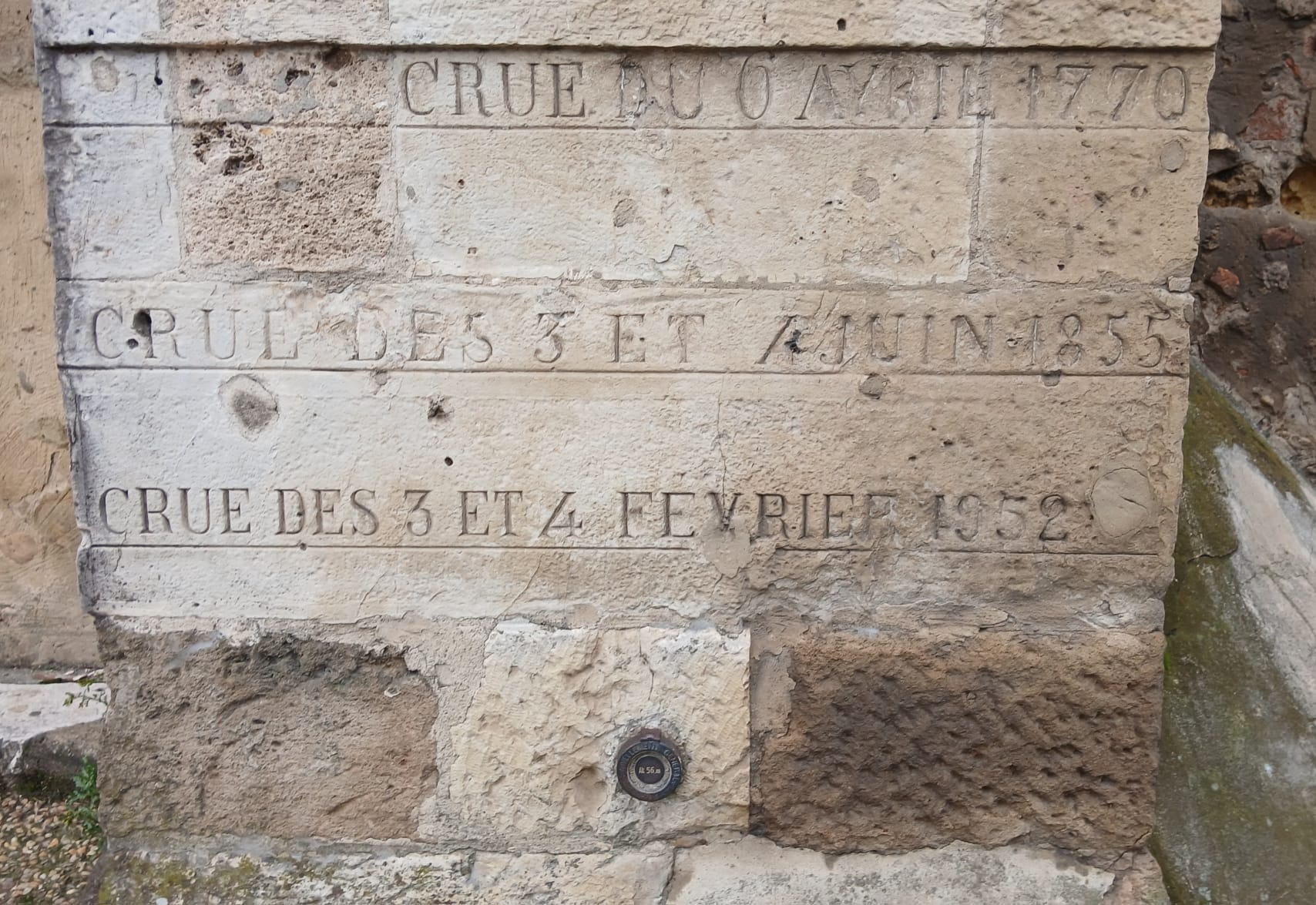
Marques des crues de l'Adour à l'entrée de l'église du 6 avril 1770, 3 et 4 juin 1855, 3 et 4 février 1952.

### XVIesiècle
Grenade est prise par les troupes protestantes en 1569 à l'occasion des guerres de religion. L'église subit des dommages à cette occasion avant d'être remaniée au XVIIIe siècle puis classée à l'inventaire supplémentaire des monuments historiques (portail ogival, très belle descente de croix encadrée par le retable, chœur orné de boiseries, chaire du XVIIIe siècle).

### XVIIesiècle
En 1620, le roi Louis XIII s'arrête à Grenade lors d'une campagne contre les Protestants. Le couvent des Capucins de Grenade-sur-l'Adour est fondé en 1642. Devenu bien national en 1792, il est de nos jour un relai paroissial.

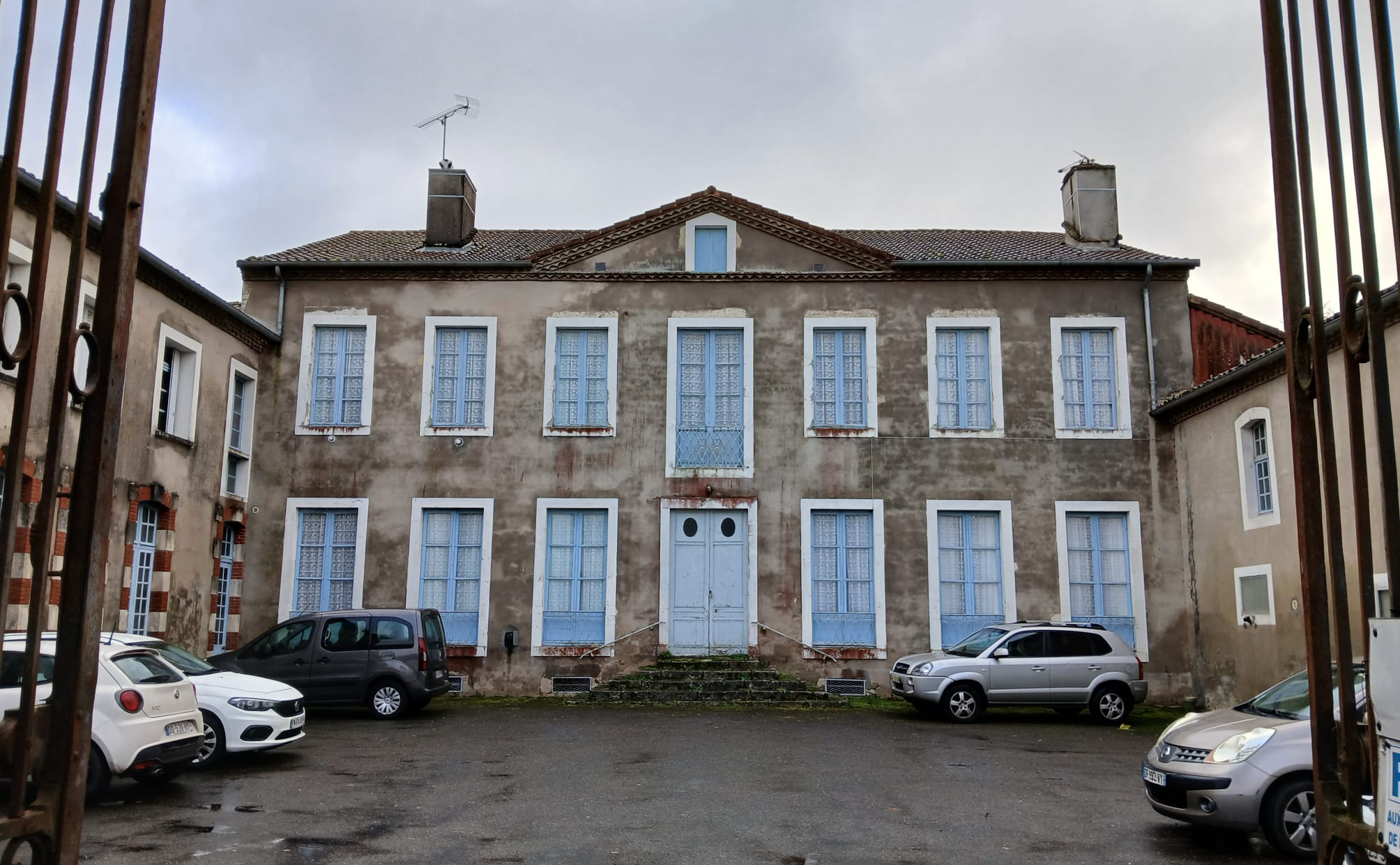
Façade du couvent des Capucins.

### XVIIIesiècle
Le plan de la ville de 1742 indique la présence d'une halle surmontée d'un campanile au milieu de la place centrale. En 1755, les murailles sont modifiées pour faciliter l'extension et la circulation, et de nouveau en 1814.
La commune de Grenade est créée en 1790. La halle de la place centrale est détruite en 1794. La commune de Grenade devient chef-lieu de canton en 1800.

### XIXesiècle
Le 1er mars 1814, le pont en bois à l'angle sud est de la place est coupé pour faciliter le repli de l'armée napoléonienne vers Toulouse pendant la campagne d'Espagne. L'armée anglo-espagnole le restaure dès le lendemain, 2 mars 1814, date de la  bataille d'Aire-sur-l'Adour. En 1840 est édifiée une fontaine jaillissante sur la place centrale. Elle est reconstruite en 1955, à la suite de l'effondrement de sa vasque, provoqué par des conscrits en goguette. Dans les premières années du XIXe siècle, les courses landaises sont pratiquées sur la place centrale. Un siècle plus tard, et jusqu'en 1946, c'est l'actuelle place des Déportés, face à l'hôtel de ville, qui sert régulièrement d'arènes.

### XXesiècle

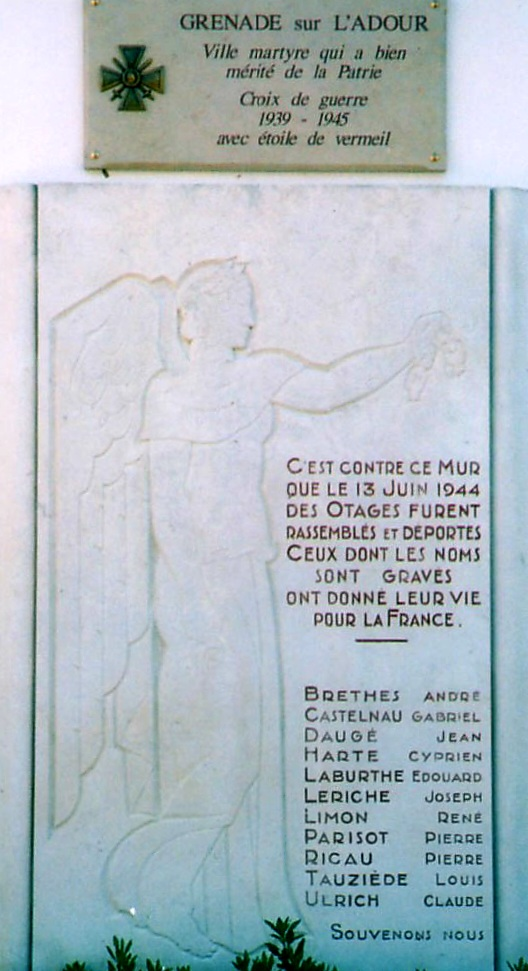
Plaque honorant la mémoire des onze otages de Grenade-sur-l'Adour arrêtés le 13 juin 1944 et morts en déportation, en façade de l'hôtel de ville.

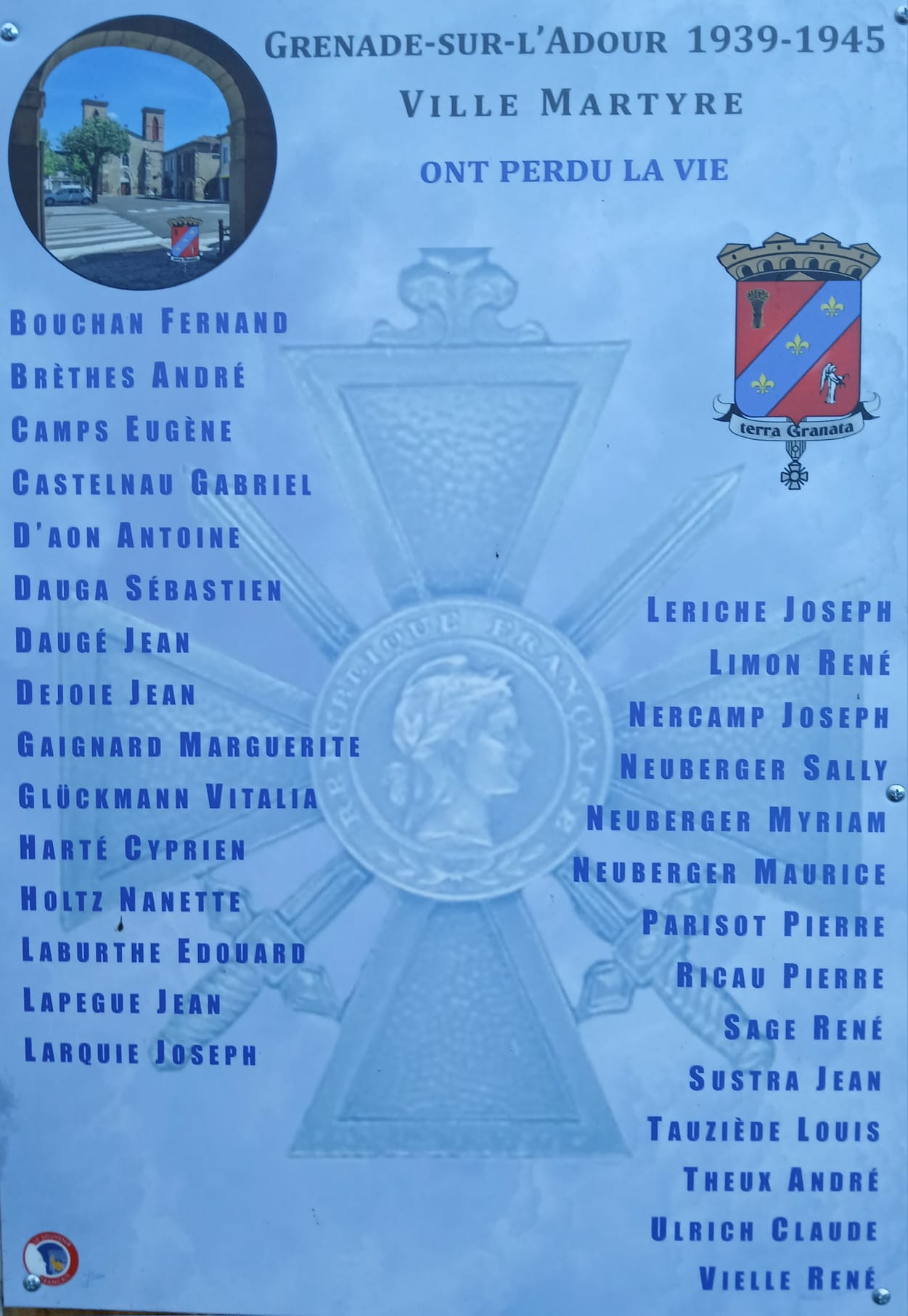
Liste des 29 morts de la commune pendant la Seconde Guerre mondiale, au pavillon de la Résistance et de la Déportation.

Le pont en bois à l'angle sud est de la place est reconstruit en métal sur piles maçonnées de 1922 à 1925.
Le 8 juin 1944, deux jours après le débarquement de Normandie, les Forces françaises de l'intérieur passent depuis Alger l'ordre suivant :
« Tous les moyens doivent être mis en œuvre par tous les corps francs pour opérer des sabotages sur les voies ferrées, les ponts, les lignes téléphoniques, télégraphiques ou électriques de manière à retarder ou empêcher l'acheminement de matériels, de munitions, de troupes vers la Normandie, lieu du débarquement. ».
C'est dans ce cadre que le premier adjoint au maire, le capitaine René Vieille, donne à ses hommes sa première directive, concernant la récupération de conteneurs contenant des armes. Le 12 juin 1944, René Vieille annonce à François Brousse, maire de la commune, qu'il prend en charge les opérations militaires. Il met en place un poste de commandement du Corps Franc grenadois dans la commune limitrophe de Larrivière, avec un bureau de recrutement de F.F.I. La dizaine d'engagés volontaires reçoit armes, munitions et se voit dispenser une brève instruction militaire. 
Un commando est formé. Dans la nuit du 12 au 13 juin 1944, il prend position derrière le mur de la propriété du château Marrast à Bordères. Après trente minutes d'attente, un détachement allemand se présente. Le capitaine René Vieille ouvre le feu, suivi de la rafale d'un fusil mitrailleur. Les soldats allemands sont touchés et René Vieille est tué. Huet prend le commandement. Une colonne de phares annonce l'arrivée d'un convoi allemand. Huet ordonne le repli du commando qui parvient à fuir et se disloque. Pendant ce temps, les éclaireurs allemands découvrent les corps des leurs. Le convoi s'arrête, les projecteurs balaient la campagne, le château de Marrast et les fermes des alentours sont encerclés. Les propriétés sont fouillées, le corps de René Vielle est découvert, onze habitants sont alignés contre les murs, mis en joue, les mains en l'air et interrogés. Ils sont terrorisés mais auront la vie sauve : en effet, les soldats allemands, après avoir visité toutes les habitations, volé de la nourriture et chargé leurs morts et blessés, quittent les lieux. Le convoi prend la direction de Grenade pour y mener sa vengeance et ses représailles.
Le convoi allemand s'arrête dans plusieurs propriétés. Leurs habitants sont malmenés, parfois blessés. Ils sont tous conduits sous bonne garde sur la place de la course, encerclés par des soldats équipés d'armes automatiques et de grenades. Un avion survole la scène et tire des coups de feu. Tandis que la place se remplit peu à peu, des bâtiments publics et privés sont incendiés. La température caniculaire de l'après-midi accentue le désarroi des habitants, inquiets et impuissants. Les Allemands procèdent à des contrôles d'identité et libèrent femmes et enfants. Trois heures après le début des violences, 25 otages sont retenus et sont embarqués par camion en direction de Mont-de-Marsan. Parmi eux, le maire et le deuxième adjoint. Six autres suivront dans un deuxième convoi. Les habitants, livrés à eux-mêmes, tentent avec de faibles moyens d'éteindre les incendies pour éviter la propagation de flammes. La pompe à incendie est mise en œuvre mais elle est insuffisante face à l'étendue du brasier. Une chaîne humaine avec des seaux se met en place depuis l'Adour. Un comité d'entraide se met immédiatement en place pour assister les sans-abris. René Vieille est inhumé le 15 juin 1944 dans le cimetière d'Eugénie-les-Bains en présence d'une foule nombreuse, incluant des membres de la résistance locale, venue lui rendre hommage malgré le danger.
Les 31 otages sont enfermés à la maison d'arrêt de Mont-de-Marsan, où ils subissent des interrogatoires impitoyables. Aucun ne parlera. L'un d'entre eux est libéré le lendemain de son arrestation, sept autres sont libérés le 16 juin 1944. Les 23 otages restants sont transférés le 21 juin 1944 au fort du Hâ, à Bordeaux, où ils sont séparés les uns des autres, enfermés avec des détenus de droit commun et vêtus d'une tenue de bagnard marquée d'une étiquette rouge de « terroriste ». Le 26 juin 1944, trois d'entre eux sont libérés et un quatrième parvient à s'échapper avec la complicité d'un gardien originaire du même village que lui. Dix-huit otages sont déportés le 28 juin 1944 par wagon à bestiaux au départ du quai de Paludate de la gare de Bordeaux, le dernier décède le 29 juin 1944 de ses blessures. Au bout de dix jours d'un trajet extrêmement lent, le convoi arrive au camp de concentration de Dachau, le 7 juillet 1944. Un des otages, à peine tatoué, est étonnamment libéré dès le 8 juillet 1944. Le 22 avril 1945, trois Grenadois sont libérés du camp d'Allach où ils avaient été transférés, quatre autres sont libérés le 30 avril 1945 du camp de Dachau. Les onze autres ont péri des mauvais traitements reçus, le plus jeune avait 17 ans.
En juin 1948, Grenade-sur-l'Adour faisait ériger une stèle sur la façade principale de l'hôtel de ville. Le 11 novembre de cette même année, la ville est citée à l'ordre du corps d'armée par le secrétariat d'État aux forces armées (guerre) recevant le 12 juin 1949, la Croix de guerre avec étoile de vermeil.
Un odonyme (route du 13-Juin-1944) rappelle également cet évènement.

## Héraldique
| Blason | Blasonnement : de gueules à la barre cousue d'azur chargée de trois fleurs de lys d'or à plomb, accompagnée, en chef, d'une gerbe de blé du même et, en pointe, d'un archange contourné aux ailes abaissées d'argent tenant dans ses mains les deux parties d'un chaînon brisé du même * Il y a là non-respect de la règle de contrariété des couleurs : ces armes sont fautives. Commentaires : Devise: « terra granata » (terre fertile en grains). |

## Politique et administration

### Liste des maires
| Période   | Période                   | Identité                     | Étiquette                | Qualité |
| --------- | ------------------------- | ---------------------------- | ------------------------ | --- |
| 1790      | 1793                      | M. Parrabère                 |                          | |
| 1793      | 1796                      | M. Dosque                    |                          | |
| 1796      | 1797                      | M. de Borrit                 |                          | |
| 1797      | 1798                      | Pierre-René Lamarquette      |                          | |
| 1798      | 1798                      | M. Lacroix                   |                          | |
| 1798      | 1814                      | Pierre de Borrit             |                          | |
| 1814      | 1831                      | Pierre-Jean Lameson          |                          | |
| 1831      | 1860                      | Jean-Baptiste Marsan         |                          | |
| 1860      | 1870                      | Célestin Lameson             |                          | |
| 1870      | 1877                      | Pascal Minvielle             |                          | |
| 1877      | 1878                      | Timothée de Laborde d'Arbrun |                          | |
| 1878      | 1881                      | Hippolyte Puyo               |                          | |
| 1881      | 1885                      | Timothée de Laborde d'Arbrun |                          | |
| 1885      | 1888                      | Charles de Navères           |                          | |
| 1888      | 1894                      | Timothée de Laborde d'Arbrun |                          | |
| 1894      | 1897                      | Félix d'Artigue              |                          | |
| 1897      | 1904                      | Hippolyte Puyo               |                          | |
| 1904      | 1912                      | Xavier Marsan                |                          | |
| 1912      | 1930                      | Jean-Baptiste Saint-Pé       | Républicain opportuniste | Conseiller général de Grenade-sur-l'Adour (1919 → 1931) |
| 1930      | 1945                      | François Brousse             | Rad.                     | Minotier Conseiller général de Grenade-sur-l'Adour (1937 → 1940) |
| 1945      | mars 1977                 | Pierre Bouneau               | CNIP puis UDF            | Industriel Sénateur des Landes (1965 → 1983) Conseiller général de Grenade-sur-l'Adour (1951 → 1982) Vice-président du conseil général des Landes                                           |
| mars 1977 | mars 1983                 | Jean Lamothe                 |                          | Négociant en grains et semences, maire honoraire Adjoint au maire (1971 → 1977) |
| mars 1983 | mars 1989                 | Gérard Pradal                |                          | Libraire |
| mars 1989 | mai 2020                  | Pierre Dufourcq              | UDF puis NC-UDI          | Cadre de banque retraité, maire honoraire Premier adjoint au maire (1983 → 1989) Conseiller général de Grenade-sur-l'Adour (1982 → 2015) Président de la CC du Pays grenadois (1999 → 2020) |
| mai 2020  | En cours (au 27 mai 2020) | Odile Lacouture              | DVG                      | Retraitée 4e vice-présidente de la CC du Pays grenadois (2020 → ) |

## Démographie
| 1793  | 1800  | 1806  | 1821  | 1831  | 1836  | 1841  | 1846  | 1851  |
| ----- | ----- | ----- | ----- | ----- | ----- | ----- | ----- | ----- |
| 2 250 | 1 330 | 1 368 | 1 729 | 1 416 | 1 442 | 1 500 | 1 497 | 1 520 |

| 1856  | 1861  | 1866  | 1872  | 1876  | 1881  | 1886  | 1891  | 1896  |
| ----- | ----- | ----- | ----- | ----- | ----- | ----- | ----- | ----- |
| 1 450 | 1 589 | 1 628 | 1 658 | 1 538 | 1 413 | 1 474 | 1 474 | 1 372 |

| 1901  | 1906  | 1911  | 1921  | 1926  | 1931  | 1936  | 1946  | 1954  |
| ----- | ----- | ----- | ----- | ----- | ----- | ----- | ----- | ----- |
| 1 337 | 1 317 | 1 266 | 1 159 | 1 169 | 1 188 | 1 207 | 1 179 | 1 331 |

| 1962  | 1968  | 1975  | 1982  | 1990  | 1999  | 2006  | 2008  | 2013  |
| ----- | ----- | ----- | ----- | ----- | ----- | ----- | ----- | ----- |
| 1 369 | 2 046 | 2 006 | 2 129 | 2 187 | 2 265 | 2 423 | 2 468 | 2 505 |

| 2018  | 2022  | - | - | - | - | - | - | - |
| ----- | ----- | - | - | - | - | - | - | - |
| 2 456 | 2 414 | - | - | - | - | - | - | - |

## Lieux et monuments

### Musées
- Petit musée de l'Histoire landaise
- Pavillon de la Résistance et de la Déportation

### Édifices et sites
- Hôtel de ville

- Berges de l'Adour

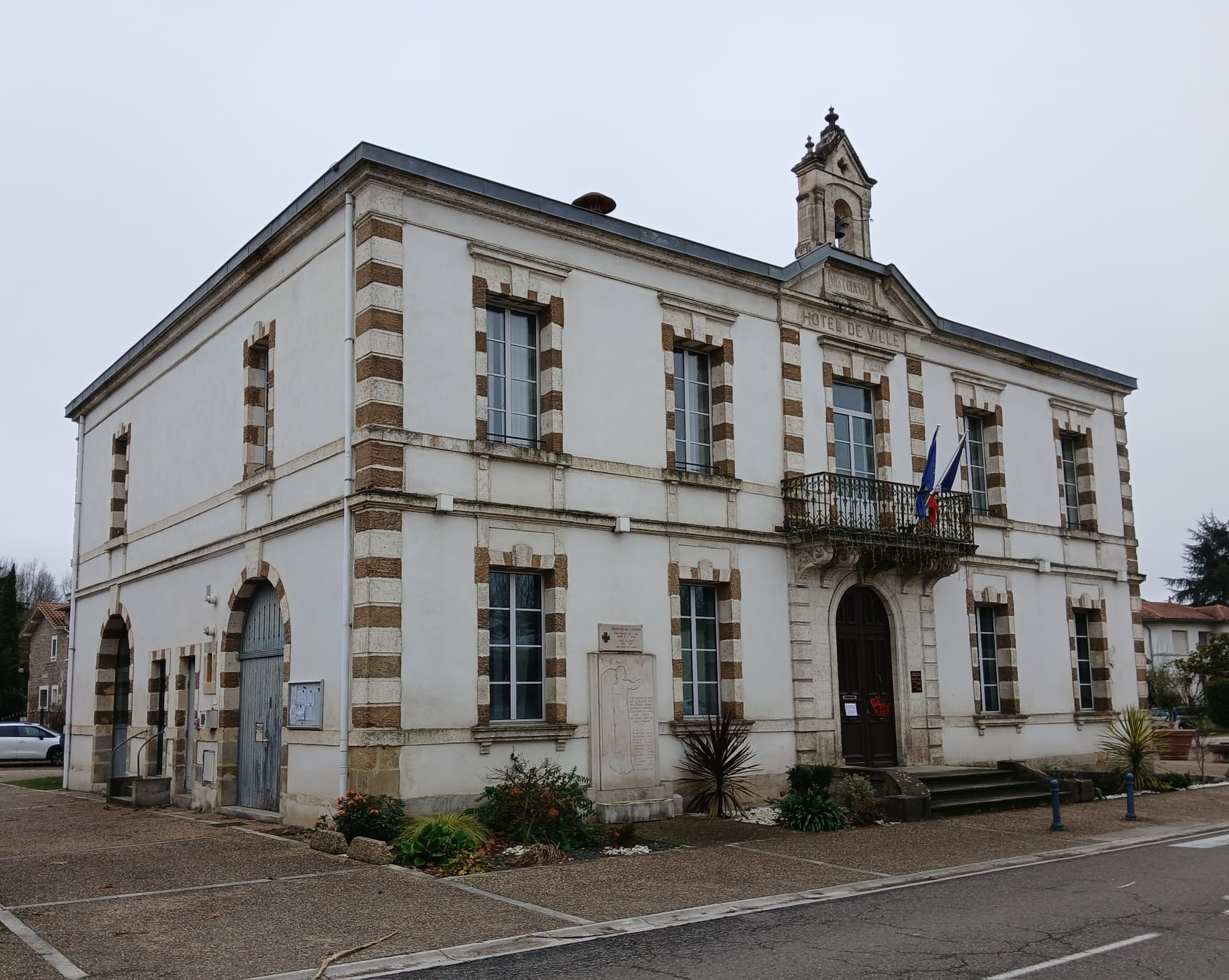
Hôtel de ville

Les berges de l'Adour, anciens chemins de halage pour le commerce fluvial en direction du port de Bayonne situé en aval.

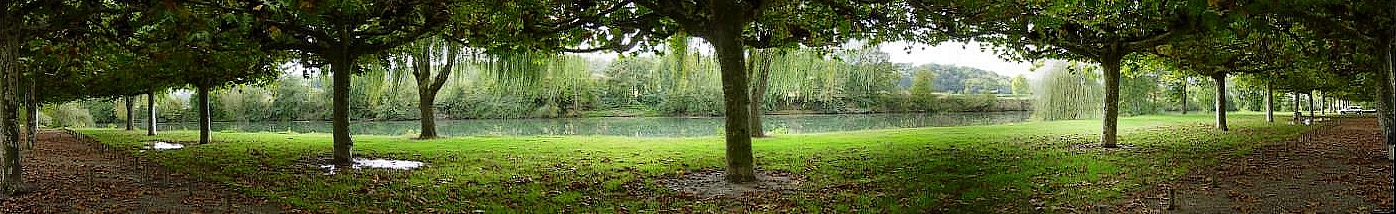
Les berges de l'Adour.

- Fronton

Les Landes sont un département dans lequel se pratique la pelote basque, ce qui explique la présence d'un fronton sur l'une des places de Grenade-sur-l'Adour.
- Abri

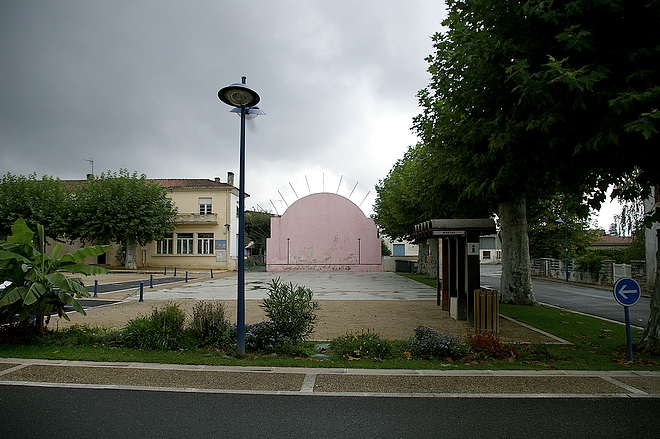
Fronton.

Un certain nombre d'abris, certains restaurés comme celui-ci, se trouvent encore dans le village.

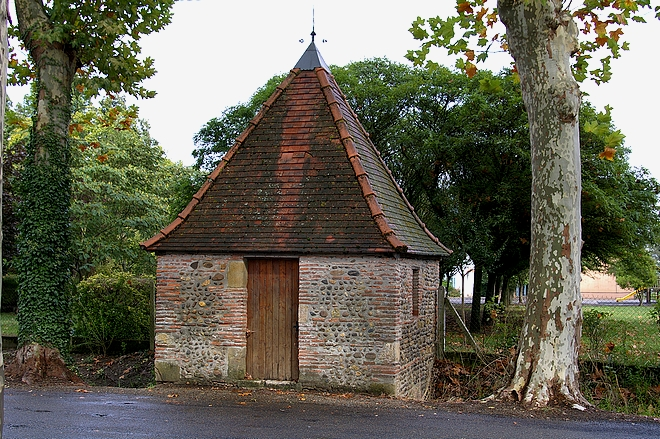
Abri.

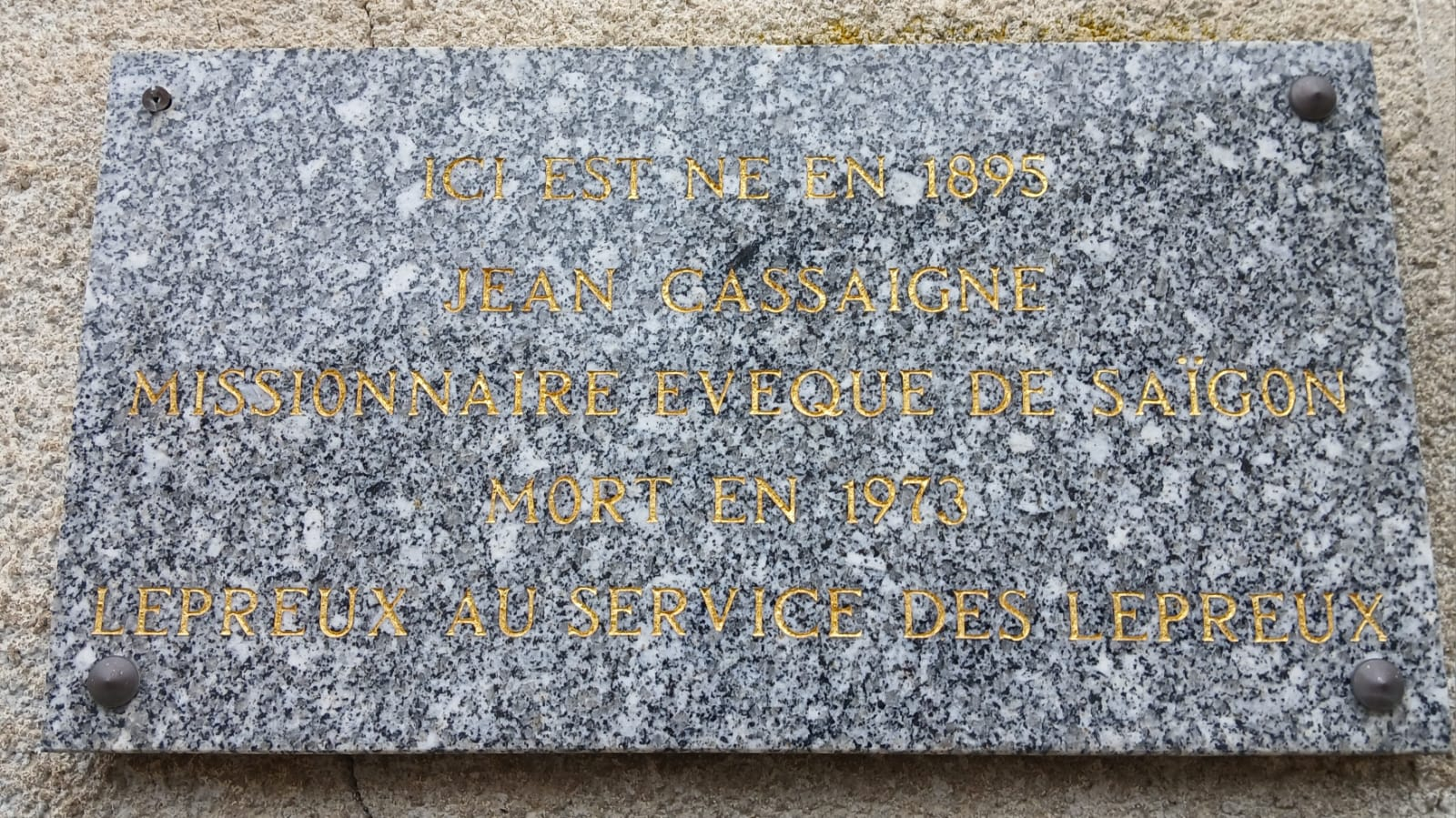
Plaque apposée sur la façade de la maison de naissance de Jean Cassaigne, au n°25 rue des Capucins.

Maison de Jean Cassaigne

## Personnalités liées à la commune
- Simon d'Artigues (1756-1835), aristocrate et militaire français.
- Alain Vidalies, homme politique français, né le 17 mars 1951 à Grenade-sur-l'Adour.
- Antoine Simon Durrieu, général français, né en 1775 à Grenade-sur-l'Adour.
- Jean-Louis Vielle alias René est né à Geaune (Landes) le 22 janvier 1895. Après l'invasion de la zone libre, il devient un agent du réseau Hilaire-Buckmaster, puis chef de la résistance dans la ville de Grenade. Il est tué dans la nuit du 12 au 13 juin 1944, lors d’un combat sur le territoire de Bordères-et-Lamensans (Landes) près du château de Marrast, alors qu'il commande un groupe de dix résistants chargés d'attaquer un convoi allemand. Il est abattu par un officier allemand blessé qui appelait à l'aide et auprès duquel il s'était approché. En guise de représailles, les Allemands procèdent à des arrestations à Grenade à la suite de cette embuscade. 31 civils seront arrêtés, 18 déportés seuls 7 survivent. La rue principale de Grenade-sur-l’Adour porte aujourd'hui son nom et sa mémoire est honorée chaque année le 13 juin.
- Jean Cassaigne, né à Grenade-sur-l'Adour le 30 janvier 1895, partit comme missionnaire sur les hauts plateaux de Cochinchine en 1926 où il fonda la léproserie de Djiring. Nommé évêque de Saïgon en 1941, il démissionne en 1955 après avoir décelé les premiers signes de la lèpre sur son corps. Il rejoint la léproserie de Djiring où il meurt le 31 octobre 1973.
- Philippe Ulrich, concepteur de jeux vidéo et musicien, l'un des pionniers de l'industrie du jeu en France, né le 28 mars 1951 à Grenade-sur-l'Adour.
- Pierre Bouneau, homme politique français, sénateur des Landes de 1965 à 1983, décédé le 29 mai 1995 à Grenade-sur-l'Adour.
- Alban Laboudigue, résistant, né à Bégaar en 1909 et exploitant forestier à Grenade. Il fut arrêté en 1943 avec des armes en forêt de Lussagnet. Il s'évada puis créa le maquis « Jean-Pierre », prénom de son fils, dans la forêt de Grésigne dans le Tarn. Avec son groupe, il participa aux nombreuses actions du maquis Vendôme contre les troupes allemandes. Après la guerre, il créa les fêtes du quartier Laboudique à Grenade et s'investit dans les clubs de tennis et de pétanque.

## Culture et société

### Événements
- Fêtes patronales début juin.

### Jumelages
Hésingue (France).